# شهرستان لوگان (داکوتای شمالی)
شهرستان لوگان، داکوتای شمالی (به انگلیسی: Logan County, North Dakota) یک سکونتگاه مسکونی در ایالات متحده آمریکا است که در داکوتای شمالی واقع شده‌است.

## خصوصیات
شهرستان لوگان ۲٬۶۱۸٫۴۹ کیلومترمربع مساحت دارد.